# Ever Alvarado
Ever Gonzalo Alvarado Sandoval (El Negrito, Yoro, Honduras; 30 de enero de 1992) es un futbolista hondureño, juega de lateral izquierdo y su actual club es el Real Sociedad de la Liga Nacional de Honduras. Además, es internacional absoluto con la Selección de fútbol de Honduras desde 2015.

## Trayectoria

### Inicios
Sus primeros pasos en el fútbol los dio en las divisiones menores del Atlético Junior, donde alcanzó a debutar en Segunda División con tan sólo 15 años de edad. Posteriormente, en el año 2009, viajó a Tegucigalpa para incorporarse al equipo de reserva del Olimpia, donde se mantuvo por un año, pero finalmente fue desechado.

### Real España (2011-2014)
Bajo la dirección técnica del argentino Mario Zanabria, debutó en Primera División el 13 de agosto de 2011 contra Necaxa, utilizando la camiseta número 60, durante un partido válido por la segunda fecha del Torneo Apertura de ese año, jugando los 90 minutos. El encuentro, que se disputó en el Estadio Morazán de San Pedro Sula, terminó con empate de 2-2. Su primer gol para el club aurinegro lo convirtió el 31 de agosto de 2011, en la quinta fecha del Torneo Apertura, durante un Clásico sampedrano contra Marathón. La anotación llegó al minuto 90+3 y representó un agónico empate de 1-1 en el marcador final. El 13 de septiembre de 2011 debutó en torneos internacionales contra el Isidro Metapán, durante la Liga de Campeones de la Concacaf 2011-12, en un encuentro válido por la fase de grupos que terminó con derrota de 2-1. Luego de un prometedor inicio de carrera, el 17 de enero de 2012 el club sampedrano recibió dos ofertas por parte del Seattle Sounders de la Major League Soccer con el objetivo de adquirir su pase y el de Mario Martínez. Finalmente, el club estadounidense sólo incorporó a Martínez a su plantilla durante la temporada 2012. El 8 de julio de 2013 sufrió una lesión de ligamentos cruzados que lo dejó fuera de las canchas por ocho meses, situación que representó un fuerte declive en su carrera profesional. No obstante, ese mismo año, incluso sin jugar, se coronó campeón de fútbol hondureño de la mano del costarricense Hernán Medford, luego de derrotar en la final del Torneo Apertura 2013 a la Real Sociedad.

### Olimpia (2014-2016)
El 21 de julio de 2014 se confirmó su fichaje por el Olimpia para los siguientes tres años, como petición expresa del entrenador argentino Héctor Vargas. La llegada de Ever al club capitalino se produjo ante la partida de defensas como Henry Bermúdez, Francisco Arévalo y Brayan Beckeles. Hizo su debut el 28 de agosto de 2014, contra Alpha United, en un partido válido por la fase de grupos de la Liga de Campeones de la Concacaf 2014-15 que finalizó con goleada de 6-0 a favor de su equipo. Debido a que aún estaba en la última fase de recuperación de su lesión de ligamentos cruzados, no alcanzó a jugar durante las primeras cinco fechas del Torneo Apertura 2014. De esa forma, su debut con los albos en el torneo local llegó hasta el 7 de septiembre de 2014, durante un partido en el que Olimpia se impuso sobre Platense con un 5-0, válido por la 6.ª fecha del torneo en mención. El 15 de abril de 2015, contra Honduras Progreso, marcó su primer gol con el club. En su primer paso por Olimpia, Ever se adaptó rápidamente al esquema del entrenador y terminó por convertirse en una de las piezas más importantes del equipo entre 2014 y 2016, período en el que ganó los títulos Clausura del 2015 y 2016. Tras su brillante actuación, comenzó a recibir propuestas en el fútbol extranjero.

### Cesión a Sporting Kansas City (2016)
El 24 de junio de 2016 firmó con el Sporting Kansas City de la Major League Soccer en condición de préstamo y con una opción de compra tasada en US$ 1.000.000 que se efectuaría al finalizar la temporada 2016. Ese mismo día el entrenador del club, Peter Vermes, presentó oficialmente a Ever como su refuerzo, siéndole asignado el dorsal 24. Compartió vestuario con su compatriota Roger Espinoza, una de las estrellas del club. Debutó de manera oficial dos meses después, el 16 de agosto de 2016, en un encuentro válido por la Liga de Campeones de la Concacaf 2016-17 contra Central, mismo que culminó con empate de 2-2. También enfrentó a Vancouver Whitecaps en ese certamen. Su debut en la MLS se produjo a la semana siguiente, el 27 de agosto de 2016, durante la derrota de visita por 2-0 contra el Philadelphia Union en el Subaru Park. Debido a las constantes lesiones y la no consolidación con el primer equipo, Ever sólo permaneció con el Sporting Kansas City durante seis meses y jugó apenas 4 partidos oficiales.

### Regreso a Olimpia (2017-presente)
El 24 de enero de 2017, luego de negociaciones fallidas con el Sporting Kansas City, el cuerpo técnico de Olimpia confirmó su regreso al club junto con Alexander López, quien también venía de un préstamo con el Khaleej Club de la Liga Profesional Saudí. Sólo unos días después, el 29 de enero de 2017, hizo su reestreno con el club merengue, en un encuentro contra Marathón que ganaron por 3-2.

## Selección nacional

### Selección absoluta
Ha sido internacional con la Selección de fútbol de Honduras en 28 ocasiones. Su debut internacional se produjo el 13 de octubre de 2015 durante un amistoso contra Sudáfrica que terminó con empate de 1-1. Un mes después, el 13 de noviembre de 2015, debutó en un partido oficial durante la visita a Canadá por las Eliminatorias Mundialistas rumbo a Rusia 2018, derrota de 1-0. El 16 de junio de 2017 el seleccionador nacional, Jorge Luis Pinto, lo incluyó en la nómina de 23 jugadores convocados para disputar la Copa de Oro 2017. El debut de la bicolor en esa competición se dio el 7 de julio de 2017, cayendo derrotada por 1-0 contra Costa Rica. Cuatro días después, ganó por 3-0 ante Guayana Francesa. Honduras terminó su participación en la fase de grupos el 14 de julio de 2017 con un empate de 0-0 frente a Canadá. El 20 de julio de 2017, durante los cuartos de final, se enfrentó a México, con quienes cayó derrotada por la mínima. Ever disputó tres de los cuatro partidos. Jugó seis partidos de la Clasificación de Concacaf para la Copa Mundial de Fútbol de 2018, incluido el partido de vuelta del repechaje intercontinental contra Australia, cuyo resultado fue un 3-1 en contra. El 6 de junio de 2019 fue convocado por Fabián Coito para la Copa de Oro 2019, así como para los amistosos previos contra Paraguay y Brasil. En esa competición, únicamente tuvo actividad durante el triunfo de 4-0 contra El Salvador el 26 de junio de 2019.

#### Participaciones en Copa de Oro
| Torneo           | Sede                                  | Resultado        | PJ | Goles |
| ---------------- | ------------------------------------- | ---------------- | -- | ----- |
| Copa de Oro 2017 | Estados Unidos                        | Cuartos de final | 3  | 0     |
| Copa de Oro 2019 | Costa Rica · Estados Unidos · Jamaica | Fase de grupos   | 1  | 0     |

#### Participaciones en Eliminatorias
| Eliminatorias            | País  | Resultado | Posición | PJ | Goles |
| ------------------------ | ----- | --------- | -------- | -- | ----- |
| Eliminatorias Rusia 2018 | Rusia | Eliminado | 4º       | 6  | 0     |

#### Participaciones en Liga de Naciones
| Torneo                   | Sede     | Resultado    | PJ | Goles |
| ------------------------ | -------- | ------------ | -- | ----- |
| Liga de Naciones 2019-20 | Concacaf | Disputándose | 2  | 0     |

#### Partidos internacionales
| 1.  | 13 de octubre de 2015    | Estadio Olímpico Metropolitano, San Pedro Sula, Honduras             | Sudáfrica         | 1–1 |         | Amistoso                      |
| 2.  | 13 de noviembre de 2015  | BC Place, Vancouver, Canadá                                          | Canadá            | 1–0 |         | Eliminatoria Mundialista 2018 |
| 3.  | 16 de diciembre de 2015  | Estadio Juan Ramón Brevé Vargas, Juticalpa, Honduras                 | Cuba              | 2–0 |         | Amistoso                      |
| 4.  | 27 de enero de 2016      | Estadio Nacional, Managua, Nicaragua                                 | Nicaragua         | 1–3 | Anotado | Amistoso                      |
| 5.  | 10 de febrero de 2016    | Estadio Doroteo Guamuch Flores, Ciudad de Guatemala, Guatemala       | Guatemala         | 3–1 |         | Amistoso                      |
| 6.  | 27 de mayo de 2016       | Estadio San Juan del Bicentenario, San Juan, Argentina               | Argentina         | 1–0 |         | Amistoso                      |
| 7.  | 13 de enero de 2017      | Estadio Rommel Fernández, Ciudad de Panamá, Panamá                   | Nicaragua         | 2–1 |         | Copa Centroamericana 2017     |
| 8.  | 17 de enero de 2017      | Estadio Rommel Fernández, Ciudad de Panamá, Panamá                   | Panamá            | 0–1 |         | Copa Centroamericana 2017     |
| 9.  | 20 de enero de 2017      | Estadio Rommel Fernández, Ciudad de Panamá, Panamá                   | Costa Rica        | 1–1 |         | Copa Centroamericana 2017     |
| 10. | 16 de febrero de 2017    | BBVA Compass Stadium, Houston, Estados Unidos                        | Jamaica           | 0–1 |         | Amistoso                      |
| 11. | 22 de febrero de 2017    | Estadio George Capwell, Guayaquil, Ecuador                           | Ecuador           | 3–1 |         | Amistoso                      |
| 12. | 16 de marzo de 2017      | Estadio Olímpico Metropolitano, San Pedro Sula, Honduras             | Nicaragua         | 2–0 |         | Amistoso                      |
| 13. | 24 de marzo de 2017      | Avaya Stadium, San José, Estados Unidos                              | Estados Unidos    | 6–0 |         | Eliminatoria Mundialista 2018 |
| 14. | 27 de mayo de 2017       | Robert F. Kennedy Memorial Stadium, Washington D. C., Estados Unidos | El Salvador       | 2–2 |         | Amistoso                      |
| 15. | 13 de junio de 2017      | Estadio Rommel Fernández, Ciudad de Panamá, Panamá                   | Panamá            | 2–2 |         | Eliminatoria Mundialista 2018 |
| 16. | 7 de julio de 2017       | Red Bull Arena, Harrison, Estados Unidos                             | Costa Rica        | 0–1 |         | Copa de Oro 2017              |
| 17. | 11 de julio de 2017      | BBVA Compass Stadium, Houston, Estados Unidos                        | Guayana Francesa  | 3–0 |         | Copa de Oro 2017              |
| 18. | 10 de julio de 2017      | State Farm Stadium, Phoenix, Estados Unidos                          | México            | 1–0 |         | Copa de Oro 2017              |
| 19. | 5 de septiembre de 2017  | Estadio Olímpico Metropolitano, San Pedro Sula, Honduras             | Estados Unidos    | 1–1 |         | Eliminatoria Mundialista 2018 |
| 20. | 10 de octubre de 2017    | Estadio Olímpico Metropolitano, San Pedro Sula, Honduras             | México            | 3–2 |         | Eliminatoria Mundialista 2018 |
| 21. | 15 de noviembre de 2017  | ANZ Stadium, Sídney, Australia                                       | Australia         | 3–1 |         | Repechaje Mundialista 2018    |
| 22. | 28 de mayo de 2018       | Daegu Stadium, Daegu, Corea del Sur                                  | Corea del Sur     | 2–0 |         | Amistoso                      |
| 23. | 2 de junio de 2018       | BBVA Compass Stadium, Houston, Estados Unidos                        | El Salvador       | 0–1 |         | Amistoso                      |
| 24. | 9 de junio de 2019       | Estadio Beira-Rio, Porto Alegre, Brasil                              | Brasil            | 7–0 |         | Amistoso                      |
| 25. | 26 de junio de 2019      | Banc of California Stadium, Los Ángeles, Estados Unidos              | El Salvador       | 4–0 |         | Copa de Oro 2019              |
| 26. | 10 de septiembre de 2019 | Estadio Olímpico Metropolitano, San Pedro Sula, Honduras             | Chile             | 2–1 |         | Amistoso                      |
| 27. | 10 de octubre de 2019    | Hasely Crawford Stadium, Puerto España, Trinidad y Tobago            | Trinidad y Tobago | 2–0 |         | Liga de Naciones 2019-20      |
| 28. | 17 de noviembre de 2019  | Estadio Olímpico Metropolitano, San Pedro Sula, Honduras             | Trinidad y Tobago | 4–0 |         | Liga de Naciones 2019-20      |

## Clubes
| Club                          | País           | Año         |
| ----------------------------- | -------------- | ----------- |
| Real España                   | Honduras       | 2011 - 2014 |
| Olimpia                       | Honduras       | 2014 - 2016 |
| Sporting Kansas City (cesión) | Estados Unidos | 2016        |
| Olimpia                       | Honduras       | 2017 - 2022 |
| Vida                          | Honduras       | 2022 - 2023 |
| Municipal Limeño              | El Salvador    | 2023 -      |

## Estadísticas

### Clubes
| Club | Temporada           | Div.                | Liga  | Liga         | Copas nacionales(1) | Copas nacionales(1) | Copas internacionales(2) | Copas internacionales(2) | Total | Total | Media goleadora(3) |
| Club | Temporada           | Div.                | Part. | Goles        | Part.               | Goles               | Part.                    | Goles                    | Part. | Goles | Media goleadora(3) |
| --- | ------------------- | ------------------- | ----- | ------------ | ------------------- | ------------------- | ------------------------ | ------------------------ | ----- | ----- | ------------------ |
| Real España Honduras |                     |                     |       |              |                     |                     |                          |                          |       |       |                    |
| 2011-12 | 1.ª                 | 25                  | 3     | Inexistentes | Inexistentes        | 1                   | 0                        | 26                       | 3     | 0.11  |                    |
| 2012-13 | 1.ª                 | 28                  | 2     | Inexistentes | Inexistentes        | Inexistentes        | Inexistentes             | 28                       | 2     | 0.07  |                    |
| 2013-14 | 1.ª                 | 3                   | 0     | Inexistentes | Inexistentes        | Inexistentes        | Inexistentes             | 3                        | 0     | 0     |                    |
| Total | Total               | 57                  | 5     | 0            | 0                   | 1                   | 0                        | 58                       | 5     | 0.09  |                    |
| Olimpia Honduras |                     |                     |       |              |                     |                     |                          |                          |       |       |                    |
| 2014-15 | 1.ª                 | 30                  | 1     | Inexistentes | Inexistentes        | 3                   | 0                        | 33                       | 1     | 0.03  |                    |
| 2015-16 | 1.ª                 | 37                  | 5     | Inexistentes | Inexistentes        | 3                   | 0                        | 40                       | 5     | 0.13  |                    |
| Total | Total               | 67                  | 6     | 0            | 0                   | 6                   | 0                        | 73                       | 6     | 0.08  |                    |
| Sporting Kansas City Estados Unidos |                     |                     |       |              |                     |                     |                          |                          |       |       |                    |
| 2016 | 1.ª                 | 1                   | 0     | 0            | 0                   | 3                   | 0                        | 4                        | 0     | 0     |                    |
| Total | Total               | 1                   | 0     | 0            | 0                   | 3                   | 0                        | 4                        | 0     | 0     |                    |
| Olimpia Honduras |                     |                     |       |              |                     |                     |                          |                          |       |       |                    |
| 2016-17 | 1.ª                 | 15                  | 3     | Inexistentes | Inexistentes        | 0                   | 0                        | 15                       | 3     | 0.2   |                    |
| 2017-18 | 1.ª                 | 21                  | 2     | Inexistentes | Inexistentes        | 5                   | 0                        | 26                       | 2     | 0.08  |                    |
| 2018-19 | 1.ª                 | 38                  | 2     | Inexistentes | Inexistentes        | Inexistentes        | Inexistentes             | 38                       | 2     | 0.05  |                    |
| 2019-20 | 1.ª                 | 24                  | 3     | Inexistentes | Inexistentes        | 7                   | 1                        | 31                       | 4     | 0.13  |                    |
| Total | Total               | 98                  | 10    | 0            | 0                   | 12                  | 1                        | 110                      | 11    | 0.1   |                    |
| Total en su carrera | Total en su carrera | Total en su carrera | 223   | 21           | 0                   | 0                   | 22                       | 1                        | 244   | 22    | 0.09               |
| (1) Incluye datos de la Lamar Hunt U.S. Open Cup. (2) Incluye datos de la Liga de Campeones de la Concacaf y Liga Concacaf. (3) Media de goles por encuentro. No incluye goles en partidos amistosos. |                     |                     |       |              |                     |                     |                          |                          |       |       |                    |

### Selección
| Selección                                                                                               | Temporada           | Amistosos | Amistosos | Concacaf(1)  | Concacaf(1)  | Mundial      | Mundial      | Total | Total | Media goleadora |
| Selección                                                                                               | Temporada           | Part.     | Goles     | Part.        | Goles        | Part.        | Goles        | Part. | Goles | Media goleadora |
| --- | ------------------- | --------- | --------- | ------------ | ------------ | ------------ | ------------ | ----- | ----- | --------------- |
| Absoluta Honduras                                                                                       | 2015                | 2         | 0         | 1            | 0            | Inexistentes | Inexistentes | 3     | 0     | 0               |
| Absoluta Honduras                                                                                       | 2016                | 3         | 1         | 0            | 0            | Inexistentes | Inexistentes | 3     | 1     | 0.33            |
| Absoluta Honduras                                                                                       | 2017                | 4         | 0         | 11           | 0            | Inexistentes | Inexistentes | 15    | 0     | 0               |
| Absoluta Honduras                                                                                       | 2018                | 2         | 0         | Inexistentes | Inexistentes | Inexistentes | Inexistentes | 2     | 0     | 0               |
| Absoluta Honduras                                                                                       | 2019                | 2         | 0         | 3            | 0            | Inexistentes | Inexistentes | 5     | 0     | 0               |
| Absoluta Honduras                                                                                       | 2020                | 0         | 0         | 0            | 0            | Inexistentes | Inexistentes | 0     | 0     | 0               |
| Absoluta Honduras                                                                                       | Total               | 13        | 1         | 15           | 0            | 0            | 0            | 28    | 1     | 0.04            |
| Total en su carrera                                                                                     | Total en su carrera | 13        | 1         | 15           | 0            | 0            | 0            | 28    | 1     | 0.04            |
| (1) Incluye datos de la Eliminatoria Mundialista, Copa de Oro, Copa Centroamericana y Liga de Naciones. |                     |           |           |              |              |              |              |       |       |                 |

### Resumen estadístico
|                       | Partidos | Goles | Promedio |
| --------------------- | -------- | ----- | -------- |
| Liga                  | 223      | 21    | 0.09     |
| Copas nacionales      | 0        | 0     | 0        |
| Copas internacionales | 21       | 1     | 0.05     |
| Selección de Honduras | 28       | 1     | 0.04     |
| Total                 | 272      | 23    | 0.08     |

## Palmarés

### Campeonatos nacionales
| Título           | Club        | País     | Año  |
| ---------------- | ----------- | -------- | ---- |
| Torneo Apertura  | Real España | Honduras | 2013 |
| Copa de Honduras | Olimpia     | Honduras | 2015 |
| Torneo Clausura  | Olimpia     | Honduras | 2015 |
| Torneo Clausura  | Olimpia     | Honduras | 2016 |
| Torneo Apertura  | Olimpia     | Honduras | 2019 |

### Campeonatos internacionales
| Título               | Club                  | Lugar            | Año  |
| -------------------- | --------------------- | ---------------- | ---- |
| Copa Centroamericana | Selección de Honduras | Ciudad de Panamá | 2017 |
| Liga Concacaf        | Olimpia               | San José         | 2017 |

### Distinciones individuales
| Distinción                                              | Año  |
| ------------------------------------------------------- | ---- |
| Incluido en el XI ideal de la Liga Nacional de Honduras | 2015 |